# Martti Talvela
Martti Olavi Talvela (Hiitola, 4 de Fevereiro de 1935 — Juva, 22 de Julho de 1989) foi um baixo finlandês.
Martti Talvela nasceu em Hiitola, Finlândia (na atual República da Carélia). Talvela estudou em Lahti e Estocolmo e fez sua estréia operística em Helsinki em 1960 como o Sparafucile. Com seus 2,03 metros de altura, ele foi o maior cantor do século XX e talvez um dos maiores de todos os tempos. Ele foi especialmente aclamado por interpretar o herói em Boris Godunov e como Pimen na mesma ópera. Foi aclamado também por interpretar papeis em obras de Richard Wagner, como o Rei Marke, Hunding, Fasolt, Fafner e Titurel.
Matti teve uma das mais notáveis vozes de baixos na história da ópera: a combinação de profundidade e timbre fizeram ele ser notado em todas as suas apresentações. 
Talvela morreu de ataque cardíaco aos 54 anos enquanto dançava com sua filha durante seu casamento em Juva, Finlândia.